# 埼玉県森林組合連合会
埼玉県森林組合連合会（さいたまけんしんりんくみあいれんごうかい）は、埼玉県さいたま市浦和区に本部を置く組織。略称は埼森連（さいもりれん）。

## 概要
森林組合法に基づく法人で、埼玉県内の3森林組合を会員する組織。

## 沿革
- 1952年（昭和27年）7月に結成。

## 会員
- 秩父広域森林組合
- 西川広域森林組合
- 埼玉県中央部森林組合

注)H.30.10.1 こだま森林組合は埼玉県中央部森林組合と合併

## 本部所在地
- 埼玉県さいたま市浦和区高砂1丁目14−13 埼玉県林材会館 4階